# 神田町 (浜松市)
神田町（かみだまち）は静岡県浜松市中央区の町名。丁番を持たない単独町名である。住居表示未実施。

## 地理
浜松市の中南部、江西地区の南部に位置する。東で南浅田及び法枝町、西で東若林町、南で新橋町・田尻町・法枝町、北で西浅田・森田町、春日町と接する。

### 河川
- 堀留川
- 高塚川

### 学区
小学校・中学校の学区は以下の通りである。
- 浜松市立浅間小学校
- 浜松市立江西中学校

## 歴史

### 沿革
- 1889年（明治22年）4月1日 - 町村制の施行により、敷知郡明神野村が周辺の町村と合併して敷知郡浅場村となる[WEB 8]。旧村名は浅場村の大字として残る[書籍 1]。
- 1896年（明治29年）4月1日 - 郡制の施行により、浅場村の所属郡が浜名郡に変更となる。
- 1924年（大正3年）3月10日 - 浅場村が可美村に村名を変更する。
- 1949年（昭和24年）
  - 4月1日 - 可美村の一部が浜松市に編入される。
  - 9月 - 大字明神野から神田町に住所表記を変更する。一部は春日町に編入される。また、神田町が春日町の一部を編入する[WEB 9]。
- 1971年（昭和46年）6月1日 - 住居表示の実施に伴い、浅田町・森田町・神田町の各一部を合わせて西浅田一丁目を新設。また、浅田町・森田町の各一部を合わせて西浅田二丁目を新設。さらに、浅田町・瓜内町・神田町の各一部を合わせて南浅田二丁目を新設。
- 2007年（平成19年）4月1日 - 浜松市が政令指定都市となる。神田町は中区の一部となる。
- 2012年（平成24年）3月1日 - 住居表示の実施に伴い、南浅田二丁目の一部を編入。また、当町の一部を南浅田二丁目が編入。
- 2024年（令和6年）1月1日 - 浜松市の行政区再編により、神田町は中央区の一部となる。

## 施設
- 浜松市立江西保育園
- 社会福祉法人どれみ会 幼保連携型認定こども園 みそらこども園
- 浜松市立江西中学校
- スイーツバンク（春華堂・うなぎパイ本舗本社、浜松いわた信用金庫森田支店）
- 天方産業 本社
- 丸八 本社
- 浜松貿易 本社
- 不二 本社
- スワロー物流浜松 本社
- まるたや洋菓子店 本社
- カワイ化成 本社工場
- 岩田商店 本社
- 鈴木組 本社
- 敷島製パン浜松営業所
- 浜松西郵便局ゆうパック分室
- 近物レックス浜松支店
- 日本通運浜松支店
- ドラッグストアコスモス浜松神田店
- ファミリーマート浜松西神田店
- 静岡県営神田団地
- 臨済宗方広寺派 妙心山 眼蔵寺

## 交通

### バス
- 遠鉄バス
  - 12浜名線：（浜松駅 方面 - ）よろい橋（ - 馬郡車庫 方面）
  - 16-4小沢渡線（春日町経由）：（浜松駅 方面 - ）江西中学東 - 春日町 - 神田町 - 神田南 - 田尻橋北（ - 浜松市総合水泳場／柏原西 方面）
  - 16-4小沢渡線（天方産業経由）：（浜松駅 方面 - ）江西中学東 - 春日町 - 春華堂スイーツバンク前 - 神田西 - 天方産業（ - 柏原西 方面）

### 道路
- 国道257号（東海道）

## その他

### 警察
警察の管轄区域は以下の通りである。
| 番・番地等 | 警察署         | 交番・駐在所 |
| ---------- | -------------- | ------------ |
| 全域       | 浜松中央警察署 | 南部交番     |

### 消防
消防の管轄区域は以下の通りである。
| 番・番地等 | 消防署   | 本署/出張所 |
| ---------- | -------- | ----------- |
| 全域       | 南消防署 | 本署        |

### 書籍
1. ↑  『浜松市史 三』浜松市役所、1980年3月26日、177頁。

### WEB
1. ↑  “h02_22.csv”.   総務省 (2022年2月10日). 2024年6月24日閲覧。
2. ↑  “chuouku_menseki.xlsx”.   浜松市 (2024年3月12日). 2024年6月24日閲覧。
3. ↑  “静岡県 浜松市中央区 神田町の郵便番号 - 日本郵便”.   日本郵便. 2025年2月15日閲覧。
4. ↑  “市外局番の一覧”.   総務省 (2022年3月1日). 2024年6月24日閲覧。
5. ↑  “事業所案内及び管轄地域（事務所3件、分室3件）”.   一般社団法人静岡県自動車会議所. 2024年6月24日閲覧。
6. ↑  “住居表示実施状況”.   浜松市 (2024年1月4日). 2024年6月24日閲覧。
7. ↑  “学校名から探す／浜松市”.   浜松市 (2024年1月1日). 2024年6月24日閲覧。
8. ↑  “historyofcities.pdf”.   静岡県総務部合併推進室・財団法人静岡県市町村振興協会. 2024年10月11日閲覧。
9. ↑  “解説ページ”.   株式会社エア. 2024年10月16日閲覧。
10. ↑  “南部交番｜静岡県警察”.   静岡県警察 (2024年1月1日). 2024年6月24日閲覧。
11. ↑  “消防署の町別管轄「か」／浜松市”.   浜松市 (2020年3月25日). 2024年6月24日閲覧。